# Aimé Césaire (métro de Paris)
Aimé Césaire est une station de la ligne 12 du métro de Paris. Avec Mairie d'Aubervilliers, elle a été mise en service le 31 mai 2022. C'est la 307e station du métro de Paris.

## Situation
La station est établie place Henri-Rol-Tanguy à Aubervilliers, à proximité du canal Saint-Denis. Elle dessert un ancien quartier industriel en pleine mutation ainsi que des zones densément peuplées mais très éloignées de moyens de transports lourds. Elle s’étend sous l’avenue Victor-Hugo, dans le prolongement du puits du canal, l’ouvrage qui avait servi à l’introduction du tunnelier, jusqu’à la place Henri-Rol-Tanguy à l’angle de l'avenue Victor-Hugo et de la rue de la Commune-de-Paris.
Approximativement orientée selon un axe nord-sud, elle s'intercale entre le terminus nord de Mairie d'Aubervilliers et la station Front populaire.

## Histoire
La réalisation de cette station a lieu dans le cadre du prolongement de la ligne 12 jusqu'à Mairie d'Aubervilliers. En première phase, seule la station Front populaire est ouverte depuis le 18 décembre 2012, mais le gros œuvre du tunnel sur la section qui comprendra les stations Aimé Césaire et Mairie d'Aubervilliers a été réalisé, le tunnelier ayant creusé jusqu'à la gare RER de La Courneuve - Aubervilliers pour prévoir une voie de garage. La construction des deux stations a commencé à l'automne 2014, la réalisation des parois moulées d'Aimé Césaire commençant en février 2016, et l'ouverture de ces deux stations initialement prévue à l'horizon 2017, est repoussée à mi-2019 en raison de divers problèmes administratifs et techniques, puis au printemps 2022.
La mise en service a finalement lieu le 31 mai 2022.
Pendant les travaux, la RATP fait état de difficultés techniques pour la station Mairie d'Aubervilliers avec un sol sablonneux et une nappe phréatique qui affleure à 4 mètres. Selon elle, 16 mois des deux ans de retard seraient imputables aux réseaux concessionnaires. Le tunnel est utilisé pendant le chantier pour amener le béton et évacuer les déchets et eaux polluées. Une hydrofraise creuse des tranchées jusqu’à 40 m de profondeur avant d’y couler le béton des parois de soutènement de l’enceinte de station. Cette opération débute en avril 2016, préalablement aux travaux sur la dalle de couverture puis à l’aménagement de la station, qui devait ouvrir fin 2019.
La présence non prévue d’eau, de sable et de gypse a retardé le chantier qui a dû recourir à la congélation des sols pour consolider le terrain afin de poursuivre le creusement. Un bouclier de terre congelé sur plus d’1,80 m d’épaisseur et plusieurs mètres de diamètre est installé sur un réseau de tubes de refroidissement long de 1 700 m pour y faire passer pendant plusieurs mois, dès juillet 2016, une saumure mélange d’eau et de sel refroidi à −35 °C pour geler et ainsi solidifier les sols.

Chantier de la station en construction, en novembre 2017
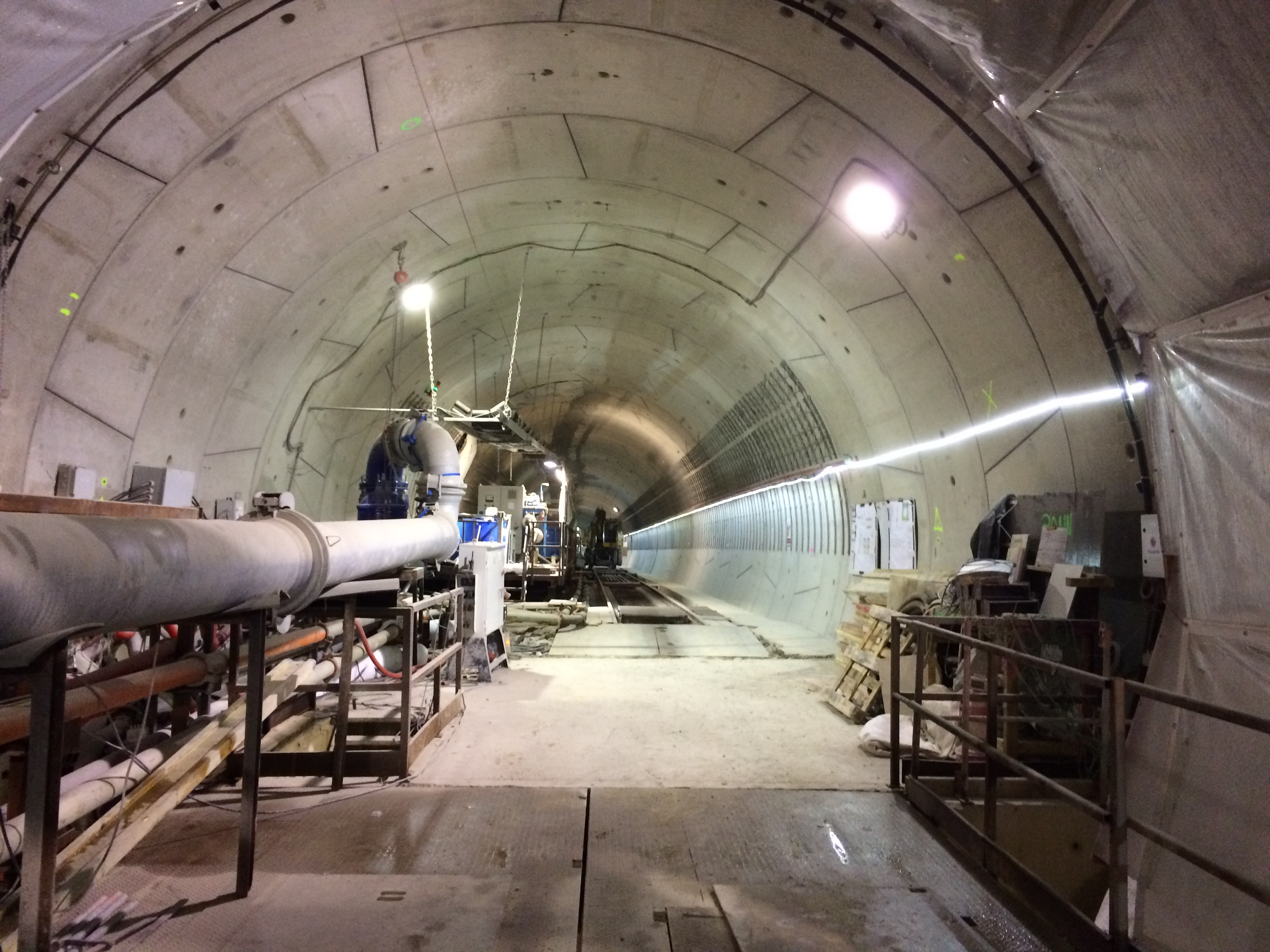
Chantier souterrain.
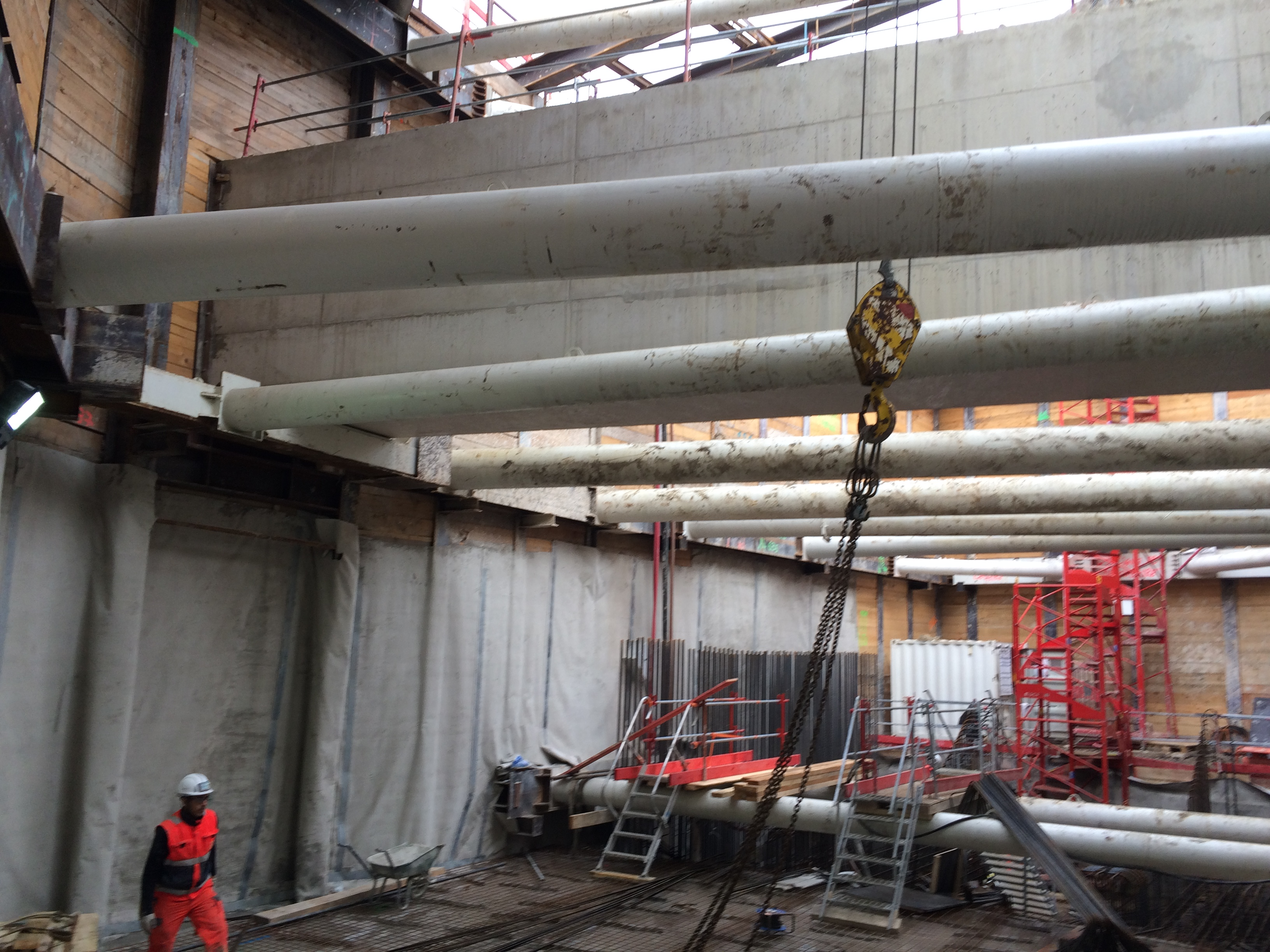
Consolidation des murs.
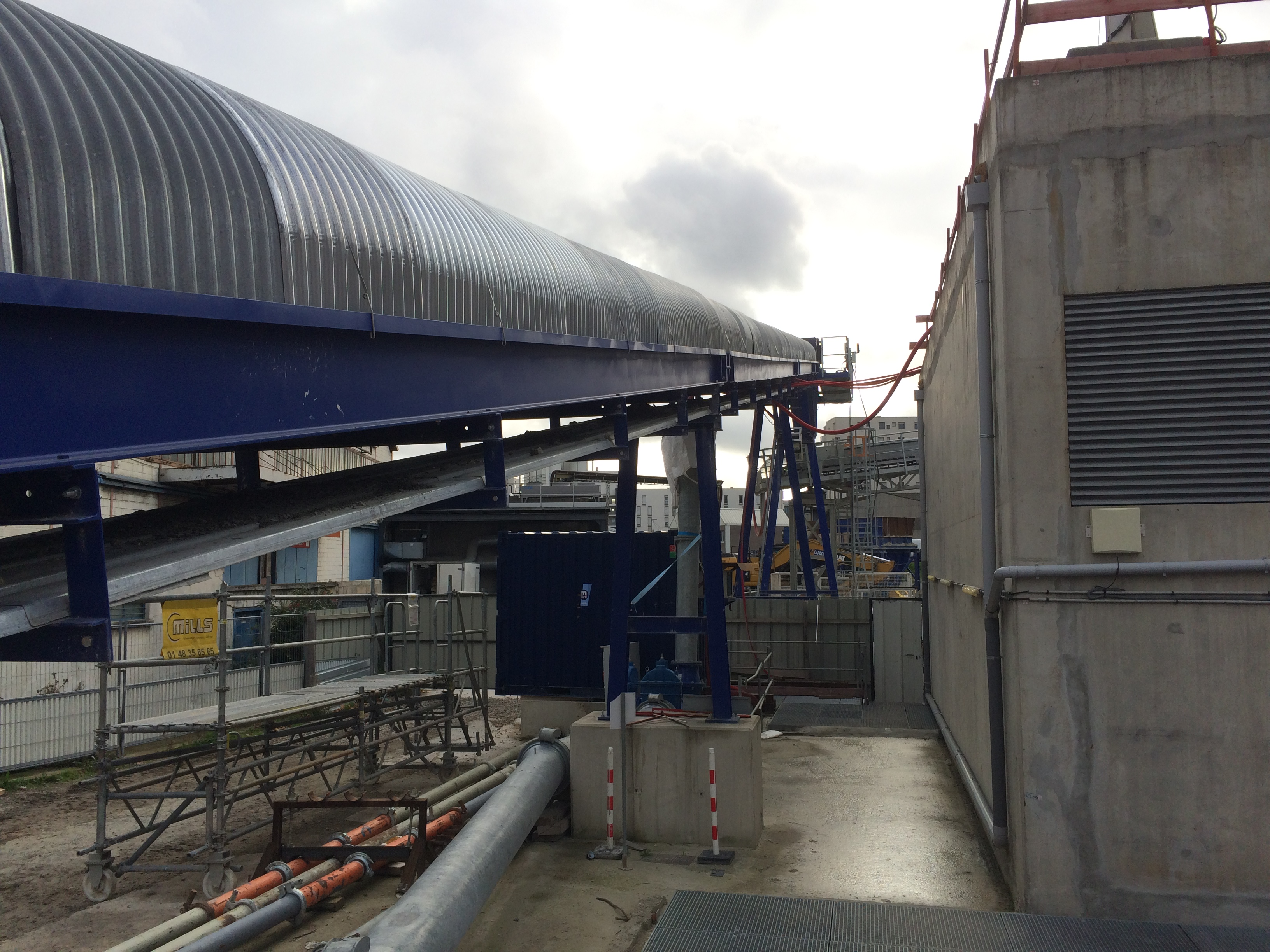
Évacuation des terres vers une barge sur le canal Saint-Denis.

### Dénomination
Après la mort du poète martiniquais Aimé Césaire en 2008, des élus ont souhaité donner son nom à une station de métro. Jean-Christophe Lagarde, maire de Drancy, a proposé alors qu'il soit donné à la station un moment nommée Proudhon - Gardinoux mais, la RATP exigeant que l'odonymie du quartier soit en rapport avec le nom de la station, le STIF a décidé en 2011 que la station Proudhon - Gardinoux porterait le nom Front populaire. C'est en revanche la station provisoirement nommée Pont de Stains qui fut dénommée Aimé Césaire, en référence au square Aimé Césaire inauguré à proximité le 6 juillet 2008. La façade extérieure de la station comporte une fresque sur verre, conçue par Catherine Félix et Hermine Poitou, comportant des extraits de l'œuvre de Césaire.

## Service aux voyageurs

### Accès
D'une surface de 1 300 m2 environ sur trois niveaux souterrains, elle compte trois accès :
- l'accès 1 « Canal Saint-Denis » est situé le long de la rue de la Commune de Paris. Il possède un ascenseur qui est commun avec l'accès 2 ;
- l'accès 2 « Pont de Stains », situé le long de l'avenue Victor-Hugo, possède un escalier fixe et l'ascenseur en commun avec l'accès 1 ;
- l'accès 3 « Boulevard Félix Faure » se trouve sur la place Henri-Rol-Tanguy et est composé d'un escalier fixe ainsi que de deux escaliers mécaniques.

Accès à la station
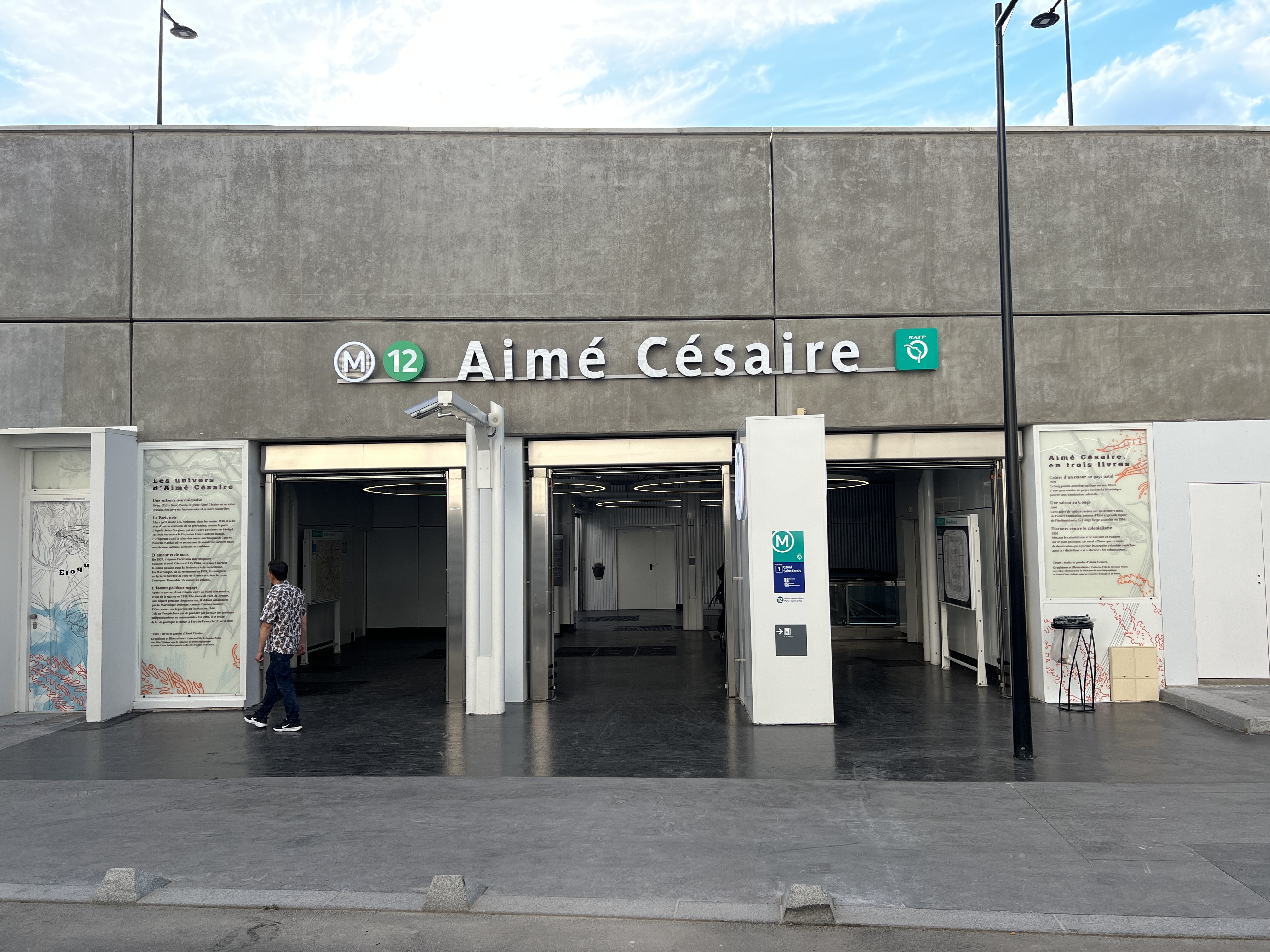
L'accès no 1 « Canal Saint-Denis ».
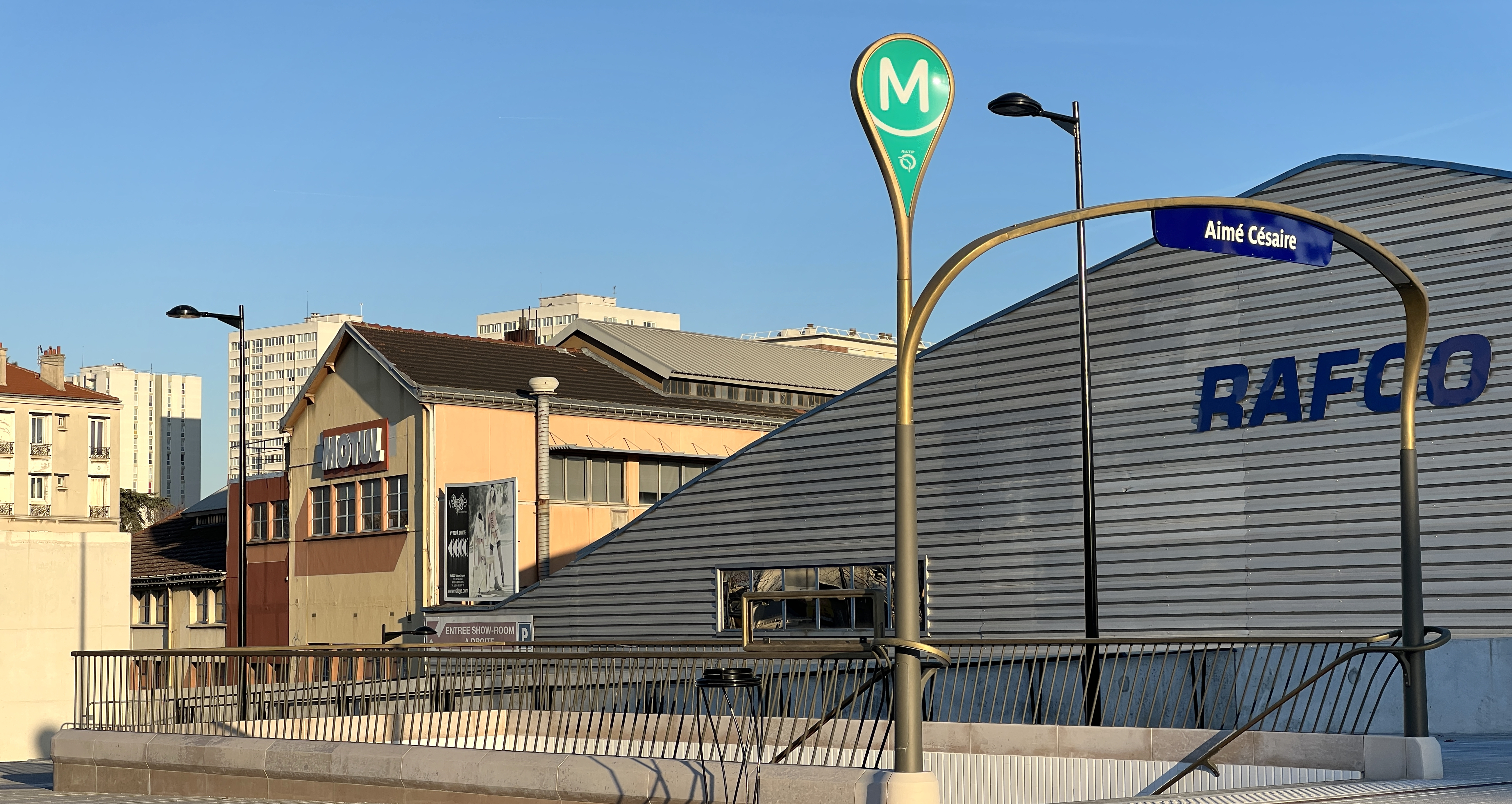
L'accès no 2 « Pont de Stains ».
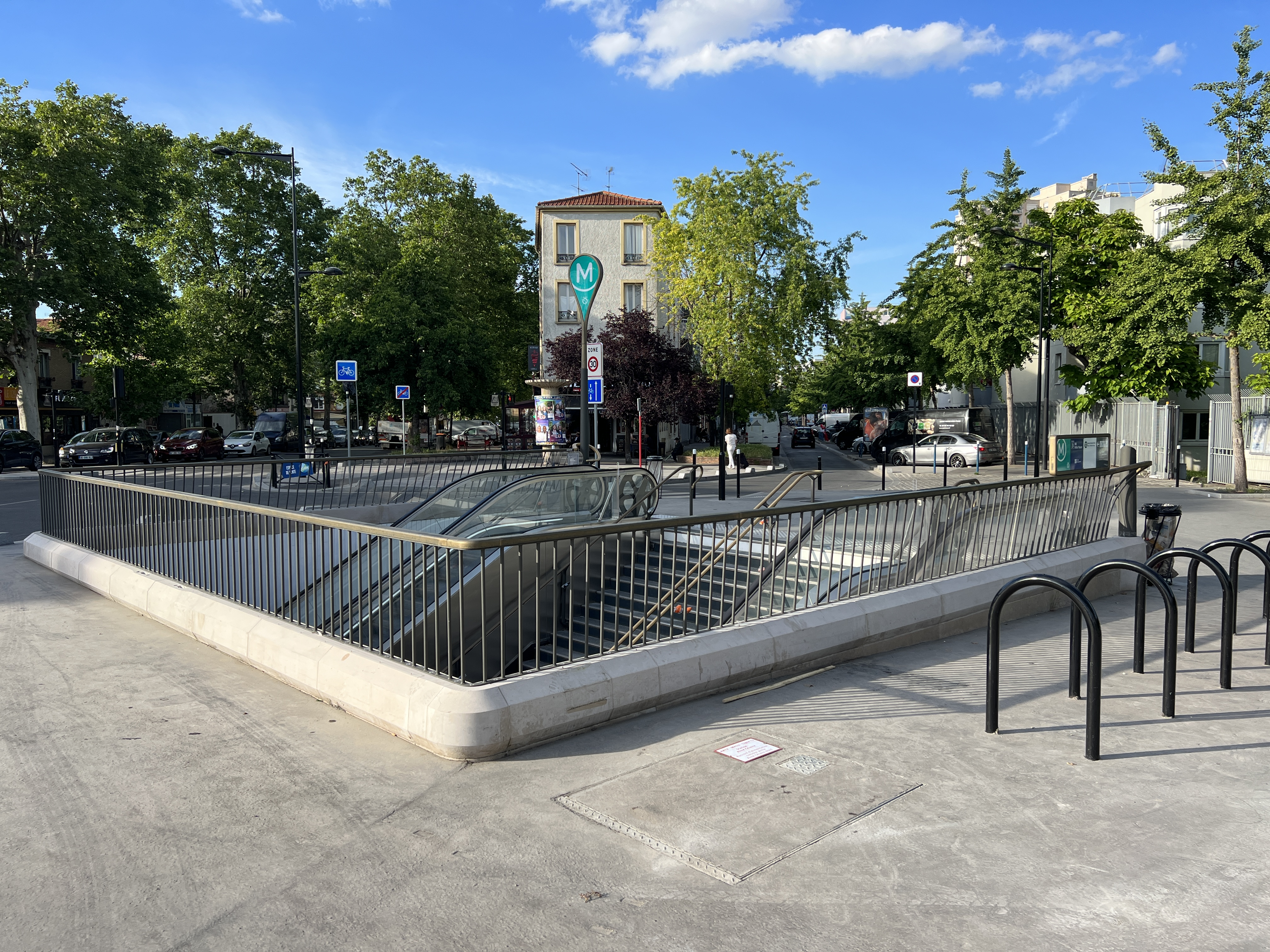
L'accès no 3 « Boulevard Félix Faure ».

.
De l'autre côté du canal, un puits sur l'avenue Victor Hugo sert à la ventilation et d'accès pompiers.

### Quais
La station, de configuration standard, dispose de deux quais séparés par les voies du métro. La station a un revêtement mural fait de panneaux ondulés en métal blanc ajouré.

Galerie de photographies
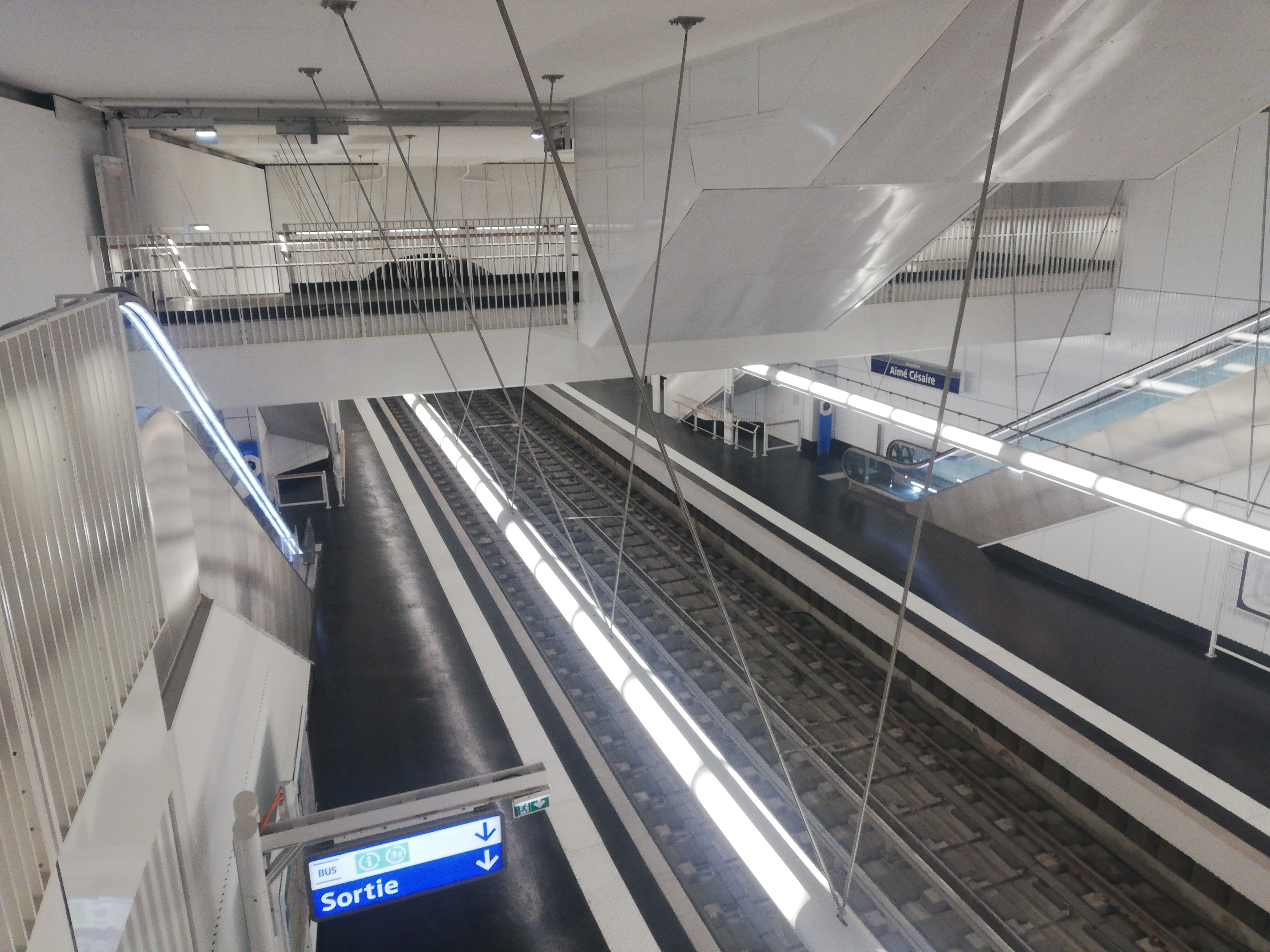
Quais de la station.
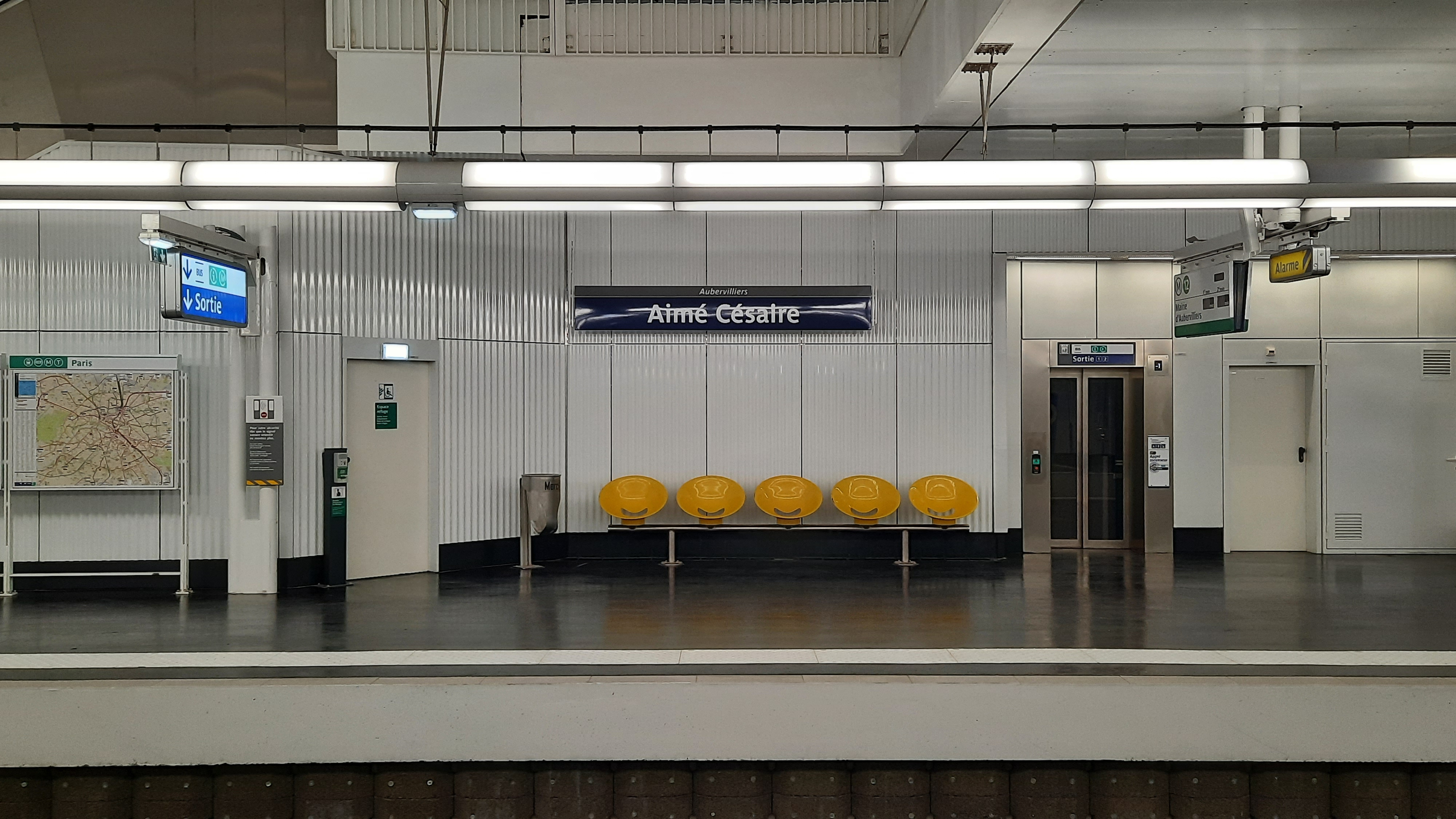
Mobilier sur un quai de la station.
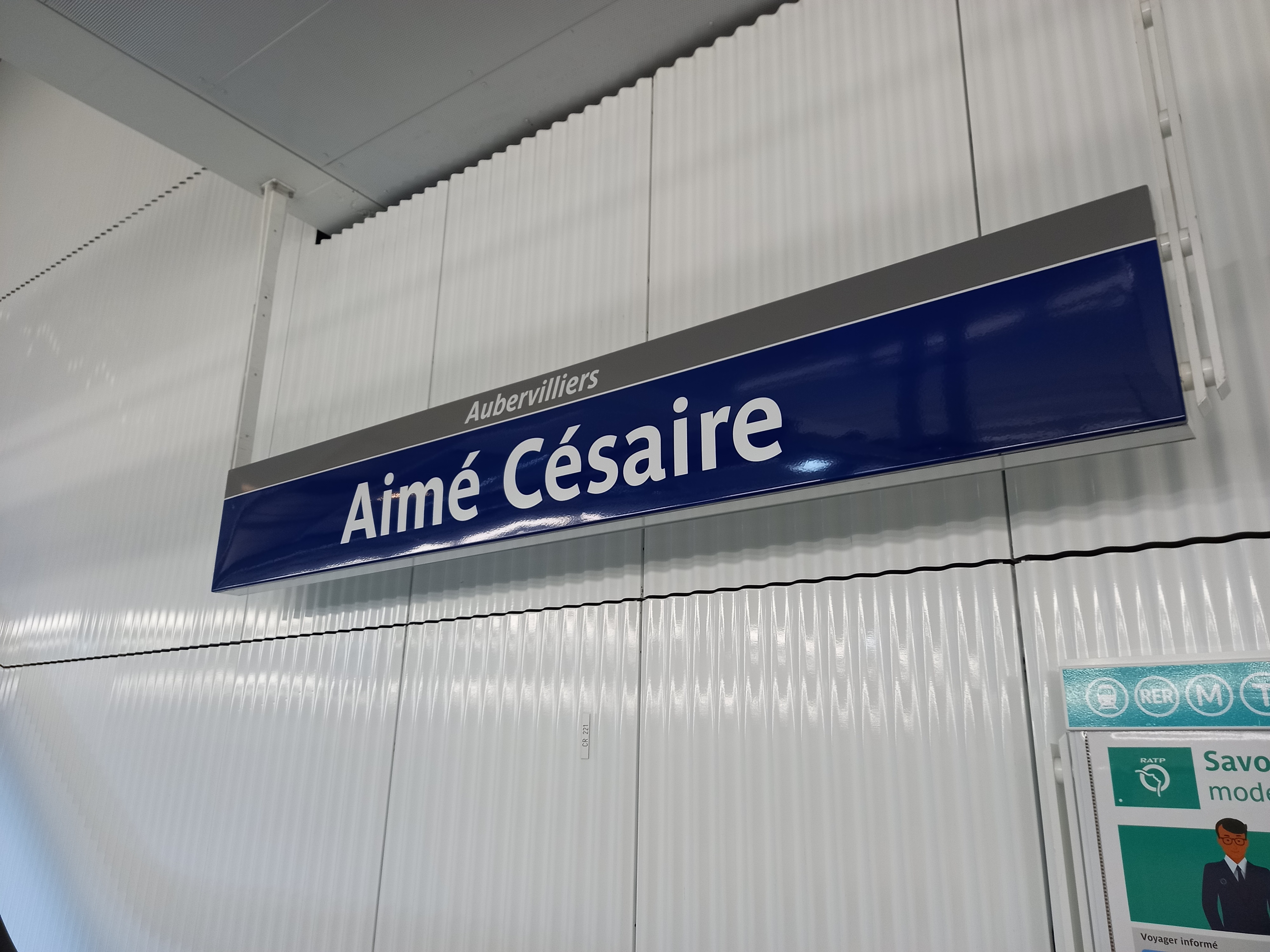
Plaque du nom de la station sur le quai.

### Intermodalité
La station est desservie par les lignes 35, 45 (depuis l’arrêt Quai Lucien-Lefranc) et 139 du réseau de bus RATP.

## À proximité
- Canal Saint-Denis
- Le Millénaire